# Andrew L. Lewis
Andrew L. Lewis, född den 4 januari 1963 i Los Altos, Kalifornien, är en amerikansk viceamiral och chef för amerikanska 2:a flottan, sedan den återtogs i bruk den 24 augusti 2018 och NATO:s Joint Force Command - Norfolk (JFC-NF).
Lewis deltog i Naval Academy i USA där han tog examen 1985. Lewis utsågs till en pilot i marinen 1987 och har också deltagit i Air Command och Staff College, Armed Forces Staff College och har en magisterexamen i militärhistoria från University of Alabama.